# Cirrhitichthys aureus
Cirrhitichthys aureus es una especie de pez del género Cirrhitichthys, familia Cirrhitidae. Fue descrita científicamente por Temminck & Schlegel en 1842.
Se distribuye por el Indo-Pacífico Occidental: India, Japón y China. La longitud total (TL) es de 14 centímetros. Habita en acantilados rocosos y sustratos fangosos en bahías protegidas. Puede alcanzar los 20 metros de profundidad.
Está clasificada como una especie marina inofensiva para el ser humano.